# Melisa Döngel
Melisa Döngel (Istanbul, 18 settembre 1999) è un'attrice turca, nota per aver interpretato il ruolo di Deniz Çelik Elibol nella serie Bizim Hikaye, per quello di Ceren Başar nella serie Love Is in the Air (Sen Çal Kapımı) e per quello di Çağla Yılmaz nella serie Love, Reason, Get Even (Aşk Mantık İntikam).

## Biografia
Nata nel 1999 a Istanbul (Turchia) da una famiglia di origini russe da parte di madre, Melisa Döngel ha una sorella minore, Elif. Ha completato la sua formazione presso la Osman Yağmurdereli Art Academy.
Nel 2015 ha fatto la sua prima apparizione come attrice nella serie in onda su Show TV Ne Münasebet. Nel 2016 ha interpretato il ruolo di Sevtap nella serie in onda su TRT 1 Hangimiz Sevmedik. Nello stesso anno ha interpretato il ruolo di Nil nella serie in onda su Kanal D Arka Sokaklar. Nel 2017 ha preso parte al cast della serie in onda su Star TV Fazilet Hanım ve Kızları.
Dal 2017 al 2020 ha ricoperto il ruolo di Ceren nella serie in onda su Fox Kadın. Dal 2017 al 2019 ha interpretato il ruolo di Süreyya nella serie in onda su Kanal 7 Elif. Nel 2018 e nel 2019 ha ottenuto il ruolo di Deniz Çelik Elibol nella serie in onda su Fox Bizim Hikaye. Nel 2019 ha interpretato il ruolo di Cemre Balaban nella serie in onda su Show TV Aşk Ağlatır.
Nel 2020 e nel 2021 è stata scelta per interpretare il personaggio di Ceren Başar nella serie in onda su Fox Love Is in the Air (Sen Çal Kapımı), insieme agli attori Hande Erçel, Kerem Bürsin, Elçin Afacan, Sitare Akbaş, Evrim Doğan, Bige Önal e Çağrı Çıtanak.
Nel 2021 ha interpretato il ruolo di Genç Hicran nella serie in onda su Kanal D Sadakatsiz. Nel 2021 e nel 2022 ha interpretato il ruolo di Çağla Yılmaz nella serie in onda su Fox Love, Reason, Get Even (Aşk Mantık İntikam). Nel 2022 ha ricoperto il ruolo di Leyla nella serie in onda su Fox Kusursuz Kiracı.
Nel 2022 ha ricoperto il ruolo di Ceren nella serie di Disney+ Atto d'infedeltà (Dünyayla Benim Aramda), insieme agli attori Demet Özdemir e Buğra Gülsoy. Nello stesso anno ha rappresentato il marchio İnci Gold. Nel 2022 e nel 2023 è stata scelta per interpretare il ruolo di Mia de Luna nella serie in onda su TRT 1 Barbaros Hayreddin: Sultanın Fermanı. Nel 2023 ha ricoperto il ruolo di Aysen nel film Prestij Meselesi diretto da Mahsun Kirmizigül e quello di Feride nel film di Netflix Tattiche d'amore 2 (Ask Taktikleri 2) diretto da Recai Karagöz, insieme agli attori Demet Özdemir e Sükrü Özyildiz. Nello stesso anno è stata il volto del marchio di dentifricio Colgate Türkiye.
Nel 2023 e nel 2024 ha ottenuto il ruolo di Aylin Asiloğlu nella serie in onda su Fox (poi Now) Kirli Sepeti. Nel 2024, ha ricoperto il ruolo di Emel Sayın nel film Cem Karaca'nın Gözyaşları diretto da Yüksel Aksu e quello di Hare nel film Güzelin Hikayesi diretto da Selahattin Sancaklı. Nello stesso anno ha vestito i panni di Güven nella serie di beIN CONNECT Sorgu Odası. Nel medesimo anno ha ottenuto il ruolo di Sema Altınordu nella serie in onda su ATV Holding.

## Vita privata
Nel luglio 2021 è stato rivelato che era stata coinvolta in una battaglia legale contro suo padre per la custodia della sorella minore. Da bambina era stata molestata da suo padre, che in seguito fu arrestato.

## Filmografia

### Cinema
- Prestij Meselesi, regia di Mahsun Kirmizigül (2023)
- Tattiche d'amore 2 (Ask Taktikleri 2), regia di Recai Karagöz (2023)
- Cem Karaca'nın Gözyaşları, regia di Yüksel Aksu (2024)
- Güzelin Hikayesi, regia di Selahattin Sancaklı (2024)

### Televisione
- Ne Münasebet – serie TV (Show TV, 2015)
- Hangimiz Sevmedik – serie TV (TRT 1, 2016)
- Arka Sokaklar – serie TV (Kanal D, 2016)
- Fazilet Hanım ve Kızları – serie TV, 1 episodio (Star TV, 2017)
- Elif – serie TV, 294 episodi (Kanal 7, 2017-2019)
- Kadın – serie TV, 80 episodi (Fox, 2017-2020)
- Bizim Hikaye – serie TV, 33 episodi (Fox, 2018-2019)
- Aşk Ağlatır – serie TV, 3 episodi (Show TV, 2019)
- Love Is in the Air (Sen Çal Kapımı) – serie TV, 39 episodi (Fox, 2020-2021)
- Sadakatsiz – serie TV, 1 episodio (Kanal D, 2021)
- Love, Reason, Get Even (Aşk Mantık İntikam) – serie TV, 28 episodi (Fox, 2021-2022)
- Kusursuz Kiracı – serie TV, 6 episodi (Fox, 2022)
- Atto d'infedeltà (Dünyayla Benim Aramda) – serie TV, 8 episodi (Disney+, 2022)
- Barbaros Hayreddin: Sultanın Fermanı – serie TV (TRT 1, 2022-2023)
- Kirli Sepeti – serie TV (Fox/Now, 2023-2024)
- Sorgu Odası – serie TV (beIN CONNECT, 2024)
- Holding – serie TV (ATV, 2024)

## Spot pubblicitari
- İnci Gold (2022)
- Colgate Türkiye (2023)

## Doppiatrici italiane
Nelle versioni in italiano dei suoi film e delle sue serie TV, Melisa Döngel è stata doppiata da:
- Sara Ferranti[65] in Love Is in the Air,[66] Love, Reason, Get Even[67]
- Tiziana Martello[68] in Tattiche d'amore 2[69]

## Riconoscimenti
- Pantene Golden Butterfly Awards
  - 2021: Candidata come Miglior attrice in una serie romantica per Love, Reason, Get Even (Aşk Mantık İntikam)